# Distretto rurale di Ploughley

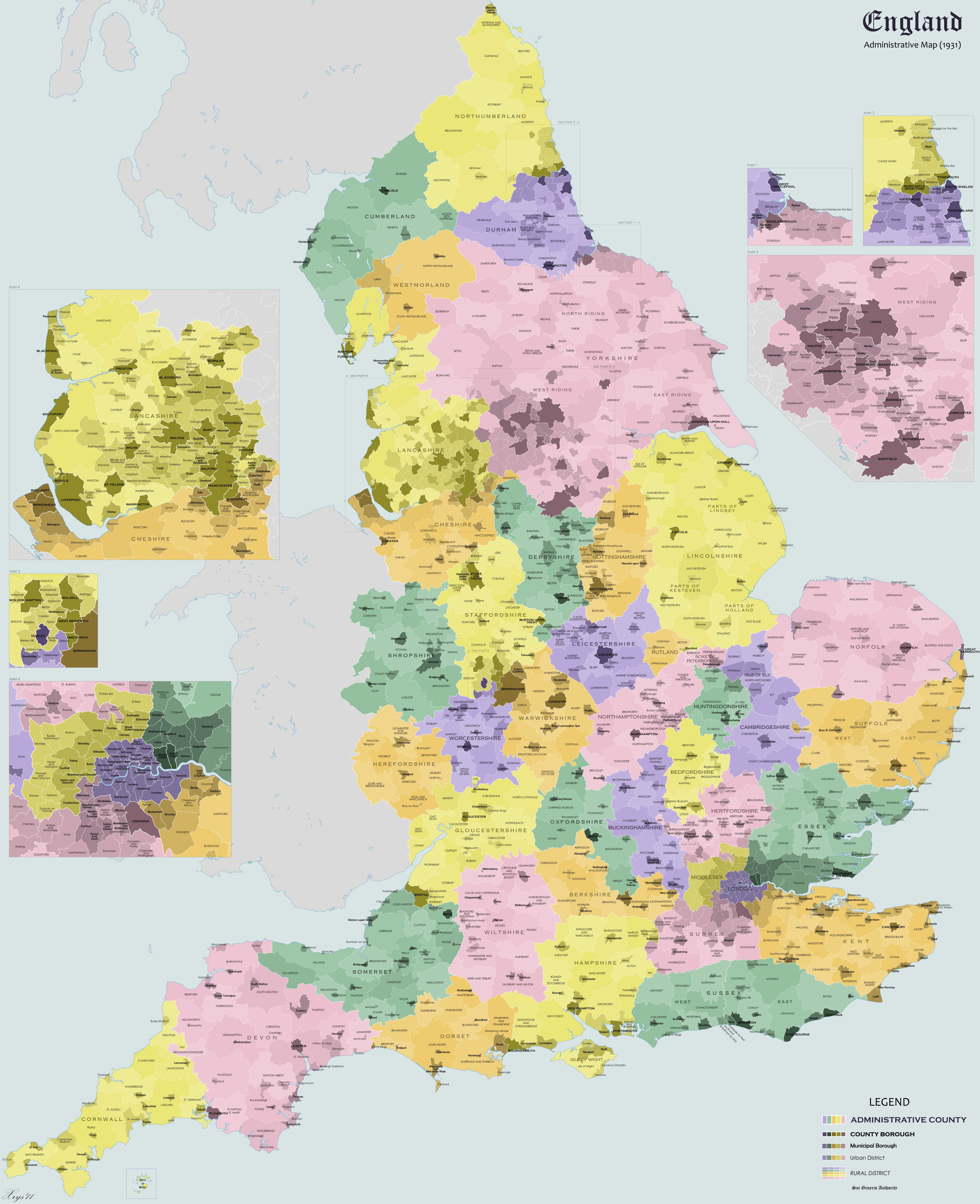
Mappa amministrativa dell'Inghilterra del 1931

Il distretto rurale di Ploughley era un distretto rurale nell'Oxfordshire, in Inghilterra, dal 1932 al 1974. Circondava completamente Bicester ma non lo ha incluso.
Fu creato nel 1932 da parti del distretto rurale di Bicester, distretto rurale di Headington e distretto rurale di Woodstock, insieme a un paio di parrocchie non urbane del distretto urbano di Bicester.
Nel 1974 fu abolito dal Local Government Act 1972 e ora fa parte del distretto di Cherwell.